# تلخه‌دان
تلخه دان (کوهرنگ)، روستایی از توابع بخش بازفت شهرستان کوهرنگ در استان چهارمحال و بختیاری ایران است.

## جمعیت
این روستا در دهستان دوآب قرار دارد و براساس سرشماری مرکز آمار ایران در سال ۱۳۸۵، جمعیت آن ۲۰۹ نفر (۴۵ خانوار) بوده‌است.